# Azmar Airlines
Azmar Airlines es una aerolínea chárter con base en Sulaimaniyah, Irak.

## Flota
La flota de Azmar Airlines se compone de las siguientes aeronaves (en enero de 2008):
- 1 Boeing 737-200
- 2 McDonnell Douglas DC-9 (operado por Jet Tran Air)